# Javier Cercas
Javier Cercas (ur. 6 kwietnia 1962 w Ibahernando, Cáceres) – hiszpański pisarz, tłumacz literatury, wykładowca uniwersytecki i dziennikarz. Jest Katalończykiem.

## Życiorys
Kiedy miał 4 lata jego rodzina przeprowadziła się z Extremadury do Katalonii. Od 1989 wykłada literaturę na uniwersytecie w Gironie, współpracuje również z „El País”. Debiutował pod koniec lat 80., jednak sławę przyniosła mu dopiero opublikowana w 2001 powieść Żołnierze spod Salaminy (Soldados de Salamina). Książka doczekała się wielu wydań w samej Hiszpanii i przetłumaczono ją na kilkanaście języków, w tym na polski. Na jej podstawie w 2003 został zrealizowany film o tym samym tytule.
Żołnierze spod Salaminy są książką rozrachunkową, Cercas wraca w niej do wydarzeń hiszpańskiej wojny domowej. Centralną postacią powieści jest pisarz i polityk Rafael Sánchez Mazas, postać autentyczna, jeden z założycieli Falangi. Jego wojenne losy po półwieczu rekonstruuje dziennikarz (alter ego Cercasa) i nie zawsze potrafi odróżnić prawdę od mitu, tak jak sama powieść jest mieszanką fikcji i rzeczywistości – wśród rozmówców powieściowego Javiera Cercasa znajdują się znani pisarze Rafael Sánchez Ferlosio (syn Sáncheza Mazasa) i Chiljczyk Roberto Bolaño.